# Gavin Ashenden

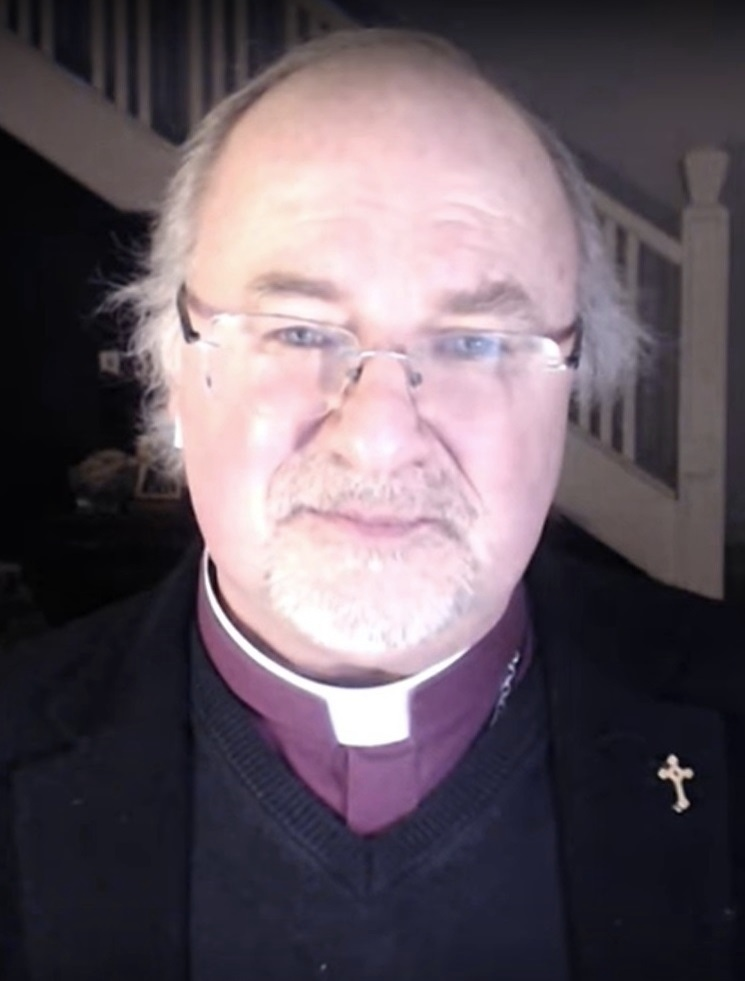
Gavin Ashenden (2018)

Gavin Roy Pelham Ashenden (* 3. Juni 1954) ist ein ehemaliger anglikanischer Geistlicher, Theologe und Autor, seit Dezember 2019 römisch-katholischer Theologe und Publizist.

## Leben
Ashenden wuchs in Südwest-London und in Kent auf. Nach der Schulzeit an der King’s School in Canterbury studierte er Rechtswissenschaft an der Universität Bristol, entschied sich dann aber für den Weg zum Priestertum. Er studierte Theologie am Oak Hill Theological College in London und verbrachte in dieser Zeit auch eine Bildungszeit in einem griechisch-orthodoxen Kloster in England. 1980 weihte ihn Bischof Mervyn Stockwood in der Kathedrale von Southwark zum Priester.
In den 1980er Jahren war er an verschiedenen Orten Gemeindeseelsorger. In dieser Zeit beteiligte er sich an Schmuggeltransporten von Büchern und Medikamenten in Ostblockstaaten. Dabei wurde er mehrmals von Geheimdiensten festgenommen und verhört, was seine Sicht auf den totalitären Marxismus bleibend prägte. Nach einem Postgraduiertenstudium der Religionspsychologie am jesuitisch geführten Heythrop College promovierte er mit einer Arbeit über Charles Williams.
23 Jahre war er Senior Lecturer für Religionspsychologie und Literatur sowie Hochschulseelsorger an der Universität von Sussex. In dieser Zeit war er auch freier Mitarbeiter der BBC bei einer wöchentlichen Radiosendung über Glauben und Leben.
Er veröffentlichte Abhandlungen über die Oxford Inklings, insbesondere über C. S. Lewis, schrieb Beiträge für die London Times und den Daily Telegraph sowie Aufsätze und Rezensionen für die Church Times.
20 Jahre war er Mitglied der Synode der Kirche von England. Er wurde Kanoniker an der Kathedrale von Chichester und 2008 Chaplain to the Queen. Er war Delegierter der Kirche von England beim Weltkirchenrat.
Ein lange gehegter Dissens mit dem Kurs der Kirche von England, insbesondere bezüglich der Bischofsweihe von Frauen, sowie die Einzelerfahrung einer Koranlesung während eines Epiphanie-Gottesdienstes in St Mary’s Episcopal Cathedral in Glasgow – der arabisch vorgetragene Abschnitt leugnete die Gottheit Jesu – führten ihn 2017 zu dem Entschluss, seine Positionen in der Kirche von England aufzugeben. Bereits vorher hatte er sich von Theodore Casimes, Erzbischof der Christian Episcopal Church, einer aus der Anglikanischen Gemeinschaft ausgeschiedenen traditionalistischen Denomination, zum Missionsbischof für das Vereinigte Königreich und Europa weihen lassen.
Am 22. Dezember 2019 wurde Ashenden von Bischof Mark Davies in der Kathedrale von Shrewsbury in die römisch-katholische Kirche aufgenommen. Seither ist er als Laie in Zeitschriften – u. a. als Mitherausgeber des Catholic Herald – sowie im Internet publizistisch tätig.
Ashenden ist verheiratet und Vater und Großvater.